# 周孟初
周孟初（1963年10月31日—），男，浙江东阳人，华裔自动化学者。新泽西理工学院杰出教授、澳门科技大学教授。主要从事佩特里网研究。

## 生平
1963年生于浙江省东阳县，1978年就读于巍山中学。1983年毕业于华东工程学院，1986年获北京工业学院自动控制专业硕士学位，在第五机械工业部计算机应用研究所工作。1987年赴美国留学，1990年获伦斯勒理工学院计算机与系统工程博士学位。同年担任新泽西理工学院助理教授，1995年晋升为副教授。创办并主持了离散事件系统实验室。1998年受聘为中华人民共和国教育部第八批“长江学者奖励计划”讲座教授。2003年当选IEEE Fellow。2011年当选美国科学促进会会士。2013年受聘为新泽西理工学院杰出教授。2014年受聘为澳门科技大学系统工程研究所教授。

## 出版物
- 李志武; 周孟初. . 科学出版社. 2009. ISBN 9787030242792.